# 十八甫
十八甫位于中国广州市荔湾区西关，是广州一处重要的地名。为明朝发展起来的沿西濠西岸及下西关涌（大观河）两岸18条商业繁盛的街圩，是西关最早的商业区。现时十八甫大部分已成为民居，只有上、下九路和第十甫路仍是广州西侧的中心商业区。舊時洋人稱十八甫街做Howqua Street（浩官街），因為伍浩官乃當時行主，同洋人做生意，而他又住在十八甫。
现存十八甫的街道名称有：十八甫路、十八甫西路、十八甫南路、十八甫北路和十八甫新街。

## 传说
相传清朝初年，平南王尙可喜率领清兵进攻广州城，遭到当地民众的截击，伤亡惨重。攻陷广州城后。尙可喜下令血洗广州，杀人三日，从西门起连杀十八铺路（一铺路等于十里）。当时有一个幕僚王湘泉得知内情，以商铺的铺代替铺路的铺，以减少伤害无辜。他叫来心腹，赶制十几块木牌，写着“第一铺”、“第二铺”，一直写到“十八铺”。从六脉渠的第一津起，为“第一铺”；每过一条街，又钉上“第二铺”；直到钉到“第九铺”，怕引起怀疑，以六脉渠为界，分为“上九铺”和“下九铺”；往后一直钉到“十八铺”。第二天，执行杀人命令的清兵不知底细，杀到钉有“十八铺”的木牌处便罢手。其他百姓听闻清兵屠城，纷纷到六脉渠里躲避。但天降暴雨，六脉渠水陡涨，又淹死了不少百姓，为广州历史上的“杀人十八铺，填尸六脉渠”的惨案。后来为了避免泄密，悄悄刮掉了木牌中“铺”字的金字旁，西关就出现了一连串带“甫”字的地名。

## 曾經存在的商號

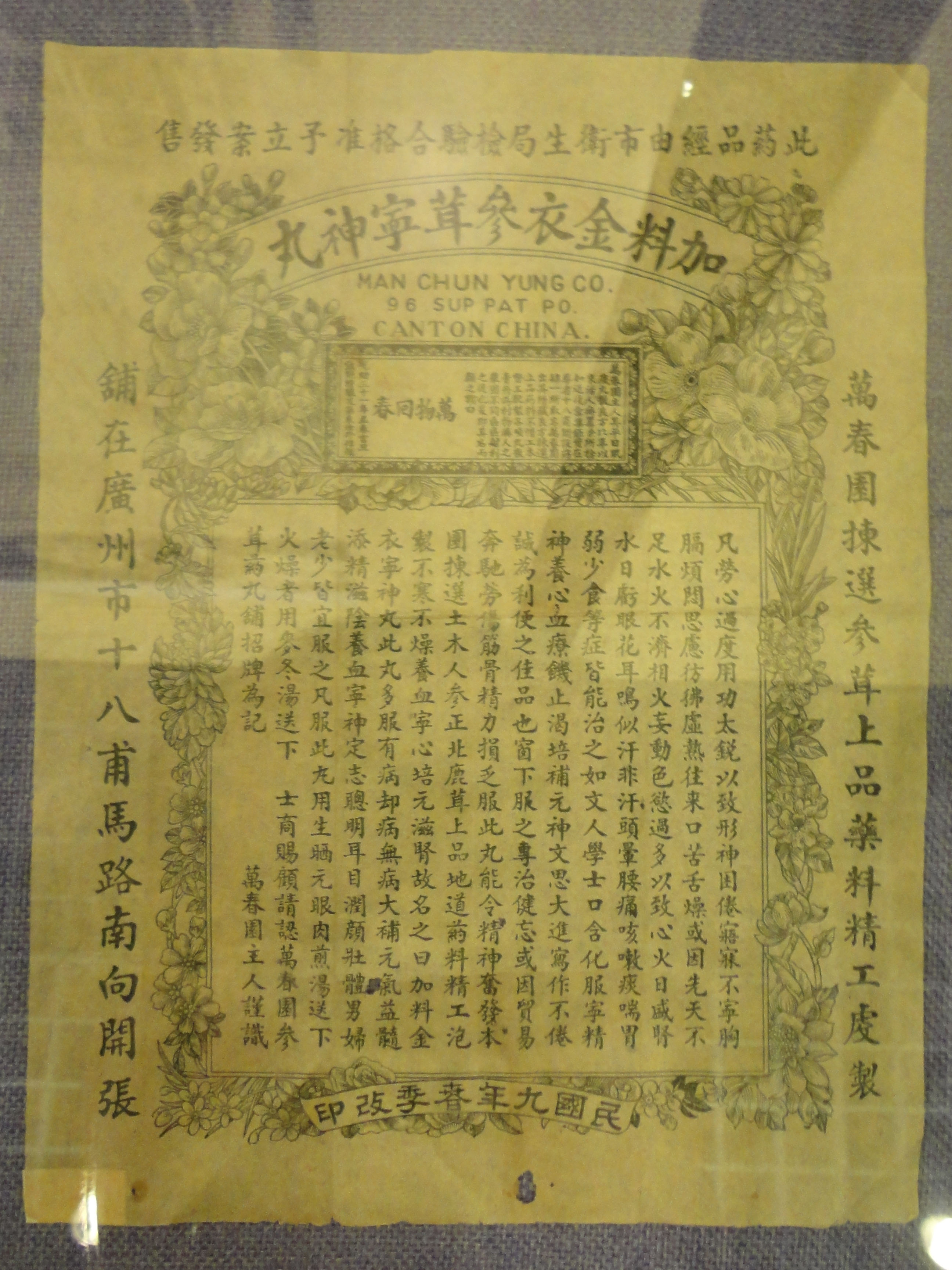
中華民國九年（1920）的萬春園藥房廣告（已在1956年被當局充公，及後併入廣州陳李濟）。

- 萬春園
- 英記茶莊

## “甫”字来源
十八甫的傳統粵音英文地名是。